# 櫻木誠
櫻木 誠（さくらぎ まこと、1975年5月28日 - ）は、日本の俳優。兵庫県出身。かつて、N・A・Cに所属していた。

## 出演

### テレビドラマ
- ひとりじゃないの（2001年、MBS「ドラマ30」） - 諸橋 役
- 出雲の阿国（2006年、NHK「金曜時代劇」） - 阿国の父 役
- カーネーション（2011-2012年、NHK「連続テレビ小説」74回・75回・84回） - 吉田奈津と行動を共にする復員兵 役
- ごちそうさん（2014年、NHK「連続テレビ小説」110回） - 情報局の人間 役
- おちょやん（2021年、NHK「連続テレビ小説」87回）[3] - 警察官 役

### テレビその他
- その時歴史が動いた（2000-2009年、NHK）

沖田総司、北条時宗、織田信長、徳川慶喜、池田慶徳、上杉謙信、加藤清正、イボシホクト、小松帯刀、直江兼続 役など
- 歴史秘話ヒストリア（2009年-、NHK）

源頼朝、織田信長、伊達政宗、直江兼続、宇喜多秀家、聖徳太子、藤原清衡、藤堂高虎、天武天皇、徳川宗春、加藤清正 役など

### 映画
- 梟の城 owl's castle（1999年、東宝） - 宇喜多秀家 役